# Marco Odermatt
Marco Odermatt (* 8. října 1997, Stans) je švýcarský alpský lyžař. Na olympijských hrách v Pekingu roku 2022 vyhrál závod v obřím slalomu. Na mistrovství světa bylo jeho nejlepším umístěním prozatím první místo ve sjezdu a v obřím slalomu v roce 2023. Ve světovém poháru jezdí od roku 2016. K únoru 2022 vyhrál 10 závodů, 24krát stál na stupních vítězů. Vzhledem k tomu, že jezdí obří slalom, super obří slalom i sjezd, dosahuje výborných výsledků v boji o velký křišťálový glóbus: v roce 2021 obsadil celkové druhé místo. Má dvě druhá místa i v bojích o malý křišťálový glóbus v obřím slalomu a super-G, v obou případech se mu dařilo v jeho zatím nejlepší sezóně 2020/21. Je též dvojnásobným mistrem Švýcarska z roku 2018, ze sjezdu a super obřího slalomu.